# Neutraldichte
Mithilfe der Neutraldichte ({\displaystyle \gamma ^{n}}) werden in der Ozeanographie Flächen beschrieben, entlang derer sich ein Wasserpaket im tiefen Ozean bewegt. Das Konzept der Neutraldichte wurde 1997 von David R. Jackett und Trevor McDougall entworfen. Die Neutraldichte hat die Einheit von Dichte und ist abhängig von Salzgehalt, Temperatur, Druck, Ort (den geographischen Koordinaten) und außerdem dem Zustand des umgebenden Ozeans.
Weil sich Wasser entlang von Flächen gleicher Neutraldichte („Neutraldichteflächen“) bewegt, sind diese Flächen hilfreich dabei, die Ausbreitung von Wassermassen und deren laterale Durchmischung zu analysieren. Während kleinskalige Prozesse nahe der Oberfläche, wo potentielle Dichte und Neutraldichte nur geringfügig voneinander abweichen, meist ausreichend gut anhand der potentiellen Dichte erklärt werden können, ist das für großskalige Wasserbewegungen in der Tiefe nicht der Fall: Stellt man sich beispielsweise die Bewegung eines Wasserpakets entlang gleichbleibender Neutraldichte in einem ozeanweiten Kreisstrom vor, wird sich Wasserpaket nach einmaligen Umlauf zwar nicht genau am Ausgangspunkt, sondern in etwa 10 m Entfernung davon befinden. Wird jedoch potentielle Dichte verwendet, um den Weg des Wasserpakets zu bestimmen, kann der Unterschied zwischen Ausgangspunkt und Endpunkt nach einmaligem Umlauf sogar mehrere 100 m betragen – ein weitaus größerer Fehler.

## Grundlagen der Berechnung
Ein Wasserpaket, das sich entlang einer Neutraldichtefläche bewegt, erfährt keine Auslenkung durch die Auftriebskraft. Wie von McDougall und Jacket gezeigt wurde, erfolgt eine derartige Bewegung orthogonal zur Richtung der Gradientendifferenz {\displaystyle \beta \nabla S-\alpha \nabla \theta }. Hier sind S die Salinität und {\displaystyle \beta } der spezifische Kontraktionskoeffizent bezüglich der Salinität, {\displaystyle \theta } die potentielle Temperatur und {\displaystyle \alpha } der thermische Ausdehnungskoeffizient.
Neutraldichteflächen sind daher als Flächen definiert, die an jedem Punkt orthogonal zu {\displaystyle \rho (\beta \nabla S-\alpha \nabla \theta )} ausgerichtet sind. {\displaystyle \rho } ist hier die In-situ-Dichte.
Die Berechnung von Neutraldichteflächen erfordert die Lösung eines Systems partieller Differentialgleichungen, die numerisch bestimmt werden muss. Im realen Ozean ist die Bedingung für eine eindeutige Lösung jedoch oft nicht erfüllt. Die Neutraldichteflächen können daher nur ungefähr bestimmt werden, und es findet immer auch ein schwacher Wasserstrom durch die berechneten Flächen hindurch statt. Diese rechnerische Ungenauigkeit ist allerdings kleiner als gegenwärtige Messungenauigkeiten.
Um die Neutraldichte zu berechnen, ist Kenntnis über die Salinität und potentielle Temperatur in der Umgebung des Wasserpakets erforderlich. McDougall and Jacket definierten die Neutraldichte anhand der Levitus-Klimatologie, einem weltweiten Ozeandatensatz. Aufbauend darauf können Neutraldichteflächen an alle weiteren hydrologischen Daten angepasst werden.

## Konzept von Dichte, potentieller Dichte und Neutraldichte

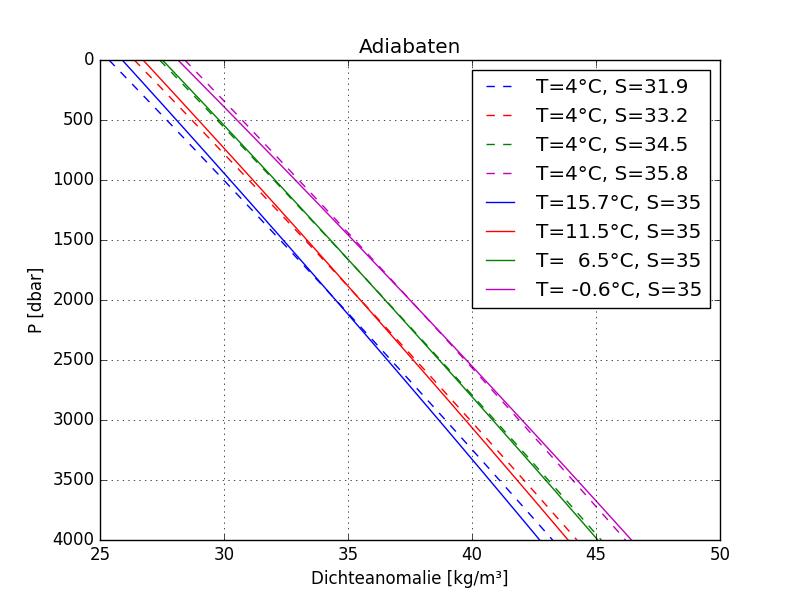
Problematik potentieller Dichte: Adiabatenkurven von (Meeres-)Wasser mit unterschiedlichen Temperatur- und Salinitätseigenschaften

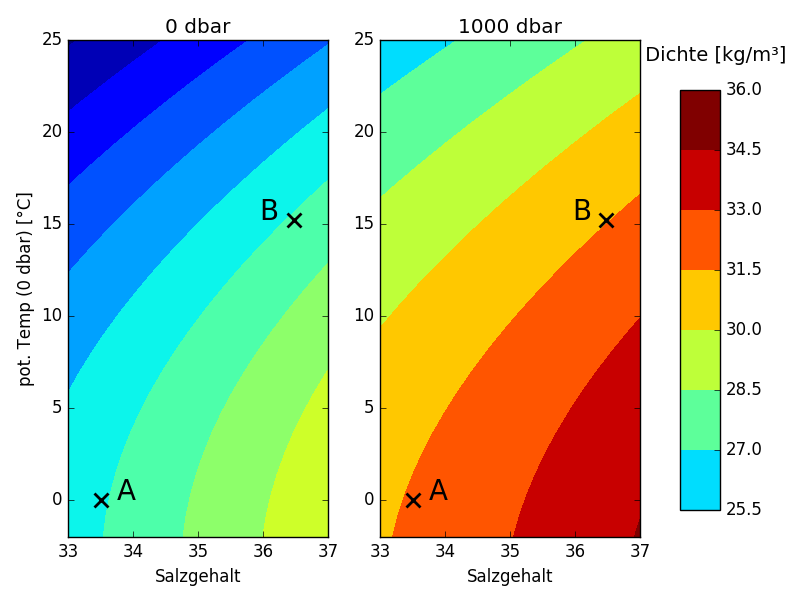
Problematik potentieller Dichte: Dichte von (Meeres-)Wasser als Funktion von potentieller Temperatur und Salinität bei unterschiedlichem Druck

Der Gedanke, dass Wasserpakete gleicher Dichte beliebig ihre Position austauschen könnten, ohne dass zusätzliche Energie erforderlich sei, führte zu der historischen Vorstellung, dass Wasser im Ozean entlang von In-situ-Dichteflächen zirkuliere. Schon in den 1930er Jahren stellten zuerst G. Wust (1933) und R. B. Montgomery (1938) fest, dass dieses Konzept selbst nahe der Ozeanoberfläche kaum der Realität entspricht, weil die Dichte eines Wasserpakets nicht erhalten bleibt, wenn es aufsteigt oder absinkt.
Analog zur potentiellen Temperatur wurde daher die potentielle Dichte eingeführt, definiert als die Dichte, die ein Wasserpaket hätte, würde es adiabatisch auf einen Normaldruck (Bezugswert) gebracht. In einer stabil geschichteten Wassersäule befindet sich Wasser mit geringerer potentieller Dichte immer oberhalb von Wasser mit höherer potentieller Dichte, da, wenn beide Wasserpakete auf den gleichen Druck gebracht würden, nach dem Archimedischem Prinzip das erstere aufsteigen und das letztere absinken würde.
Die Dichte von Meerwasser ist nach der Zustandsgleichung nicht nur von Druck, sondern auch von Temperatur und Salinität abhängig. Das führt dazu, dass die Dichten zweier Wasserpakete, die sich in Temperatur und Salinität unterscheiden, sich jeweils anders verhalten würden, wenn diese Wasserpakete auf ein Normaldruckniveau gebracht würden. Die Abweichung ist umso bedeutender, je mehr der gewählte Normaldruck vom In-situ-Druck abweicht. Nur ein Normaldruck, der nah am In-situ-Druck liegt, ergibt eine sinnvolle dynamische Bedeutung der potentiellen Dichte. Seit den 1970ern wurden Meeresströmungen deswegen meist mit einer Serie von potentiellen Dichten, definiert auf unterschiedlichem Normaldruckniveaus angepasst an den In-situ-Druck, analysiert.
Lokal bewegt sich ein Wasserpaket entlang Linien konstanter potentieller Dichte σr normiert auf den lokalen Druck r. Eine Neutraldichtefläche muss also an jedem Punkt tangential zu der potentiellen Dichtefläche, die auf den lokalen Druck normiert ist, verlaufen. Neutraldichteflächen können daher als Übergang einer Serie potentieller Dichteflächen zu einer kontinuierlichen Fläche aufgefasst werden.